# Chinasat 10
O Chinasat 10, também conhecido por Zhongxing 10 (ZX-10), anteriormente denominado de Sinosat 5 e Xinnuo 5, é um satélite de comunicação geoestacionário chinês construído pela China Academy of Space Technology (CAST). Ele está localizado na posição orbital de 110,5 graus de longitude leste e é operado pela China Satellite Communications Corporation. O satélite foi baseado na plataforma DFH-4 bus e sua expectativa de vida útil é de 15 anos.

## Lançamento
O satélite foi lançado com sucesso ao espaço no dia 20 de junho de 2011, às 16:13 UTC, por meio de um veiculo Longa Marcha 3B/G2 a partir do Centro Espacial de Xichang, na China. Ele tinha uma massa de lançamento de 5 000 kg.

## Capacidade e cobertura
O Chinasat 10 é equipado com 30 transponders em banda C e 6  banda Ku para fornecer transmissão, serviços de negócios, transmissão de TV, telecomunicações e redes VSAT para a região Ásia-Pacífico.